# Platymantis vitianus
Platymantis vitianus är en groddjursart som först beskrevs av Duméril 1853.  Platymantis vitianus ingår i släktet Platymantis och familjen Ceratobatrachidae. IUCN kategoriserar arten globalt som starkt hotad. Inga underarter finns listade i Catalogue of Life.